# Gustaf de Laval
Carl Gustaf Patrik de Laval (Orsa, Dalarna, 9 de maio de 1845 — Estocolmo, 2 de fevereiro de 1913) foi um engenheiro e inventor sueco, que fez grandes contribuições no projecto da turbina a vapor e na maquinaria de ordenha do leite.
Ele matriculou-se no Instituto de Tecnologia em Estocolmo (mais tarde como Instituto Real de Tecnologia) em 1863, recebendo o canudo (licenciatura) em engenharia mecânica em 1866, depois do qual ele matriculou-se na Universidade de Upsália em 1867, terminando o doutoramento em química, em 1872.
Em 1887 constrói uma pequena turbina a vapor, para demonstrar que tais dispositivos poderiam ser construídos nessa escala, e em 1890 desenvolve uma tubeira para aumentar a velocidade do vapor que entra na turbina. Isto é agora conhecido como o tubeira de Laval e foi de grande importância no projecto do foguetão. As elevadas velocidades de rotação que as turbinas de De Laval estavam a alcançar, exigiu-lhe a projectar também novas evoluções (inovações) à engrenagem da redução, que ainda hoje estão em uso.

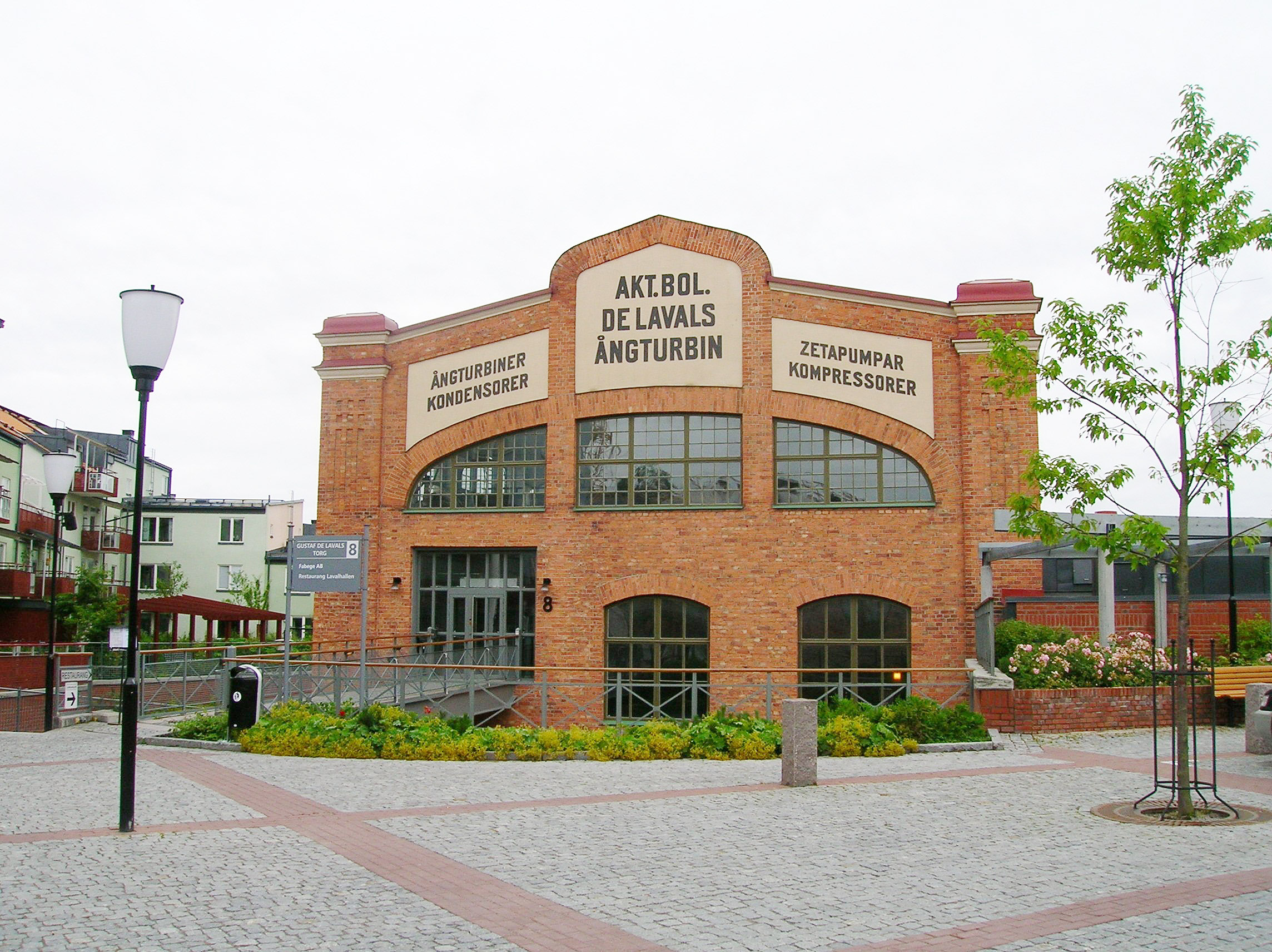
A antiga fábrica de turbinas a vapor, agora convertida num centro de conferências, em Nacka, nos subúrbios de Estocolmo.

De Laval fez também contribuições importantes à indústria de leiteria (pecuária de leite), incluindo o primeiro centrifugador e separador de leite - creme, e a antecipada máquina de ordenha, a primeiro da qual patenteou em 1894. Só após a sua morte, que a companhia que fundou introduziu no mercado a primeira máquina de ordenhar comercialmente prática, em 1918. Junto com Oscar Lamm, De Laval fundou a empresa (companhia) Alfa Laval em 1883, que foi conhecida por AB Separator até 1963 quando o nome actual foi introduzido.
Em 1991, Alfa Laval Agri, uma empresa de produção de maquinaria para a agricultura e vacaria (leitaria) foi dividida da Alfa Laval quando foi comprada pelo grupo da Tetra Pak.
Quando Alfa Laval foi vendida, Alfa Laval Agri permaneceu parte do grupo da Tetra Pak, e foi rebaptizada de DeLaval, em nome do fundador da empresa.
Gustaf de Laval foi enterrado no Norra begravningsplatsen, em Estocolmo.